# Flammenwerfer 35
El Flammenwerfer 35 o FmW 35 (literalmente lanzallamas) fue el lanzallamas alemán de un solo hombre utilizado durante la Segunda Guerra Mundial, para despejar las trincheras y edificios.

## Descripción

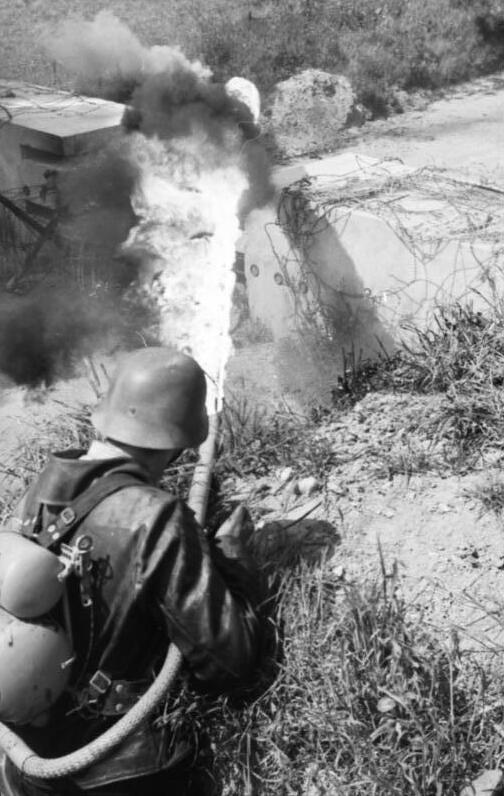
Soldado alemán disparando un Flammenwerfer 35.

Pesaba 35,8 kg y tenía un tanque de 11,8 l de mezcla incendiaria (Flammöl 19), compuesta de gasolina mezclada con alquitrán para hacerla más pesada y darle un mejor alcance, la cual era encendida por una llama de hidrógeno que le ofrecía un uso continuo de 10 segundos. El mecanismo de ignición se activaba al mismo tiempo que la válvula de cierre automático (Selbstschlussventil), situada dentro de su tubo protector. Podía lanzar la mezcla incendiaria a 25 m del usuario. El Flammenwerfer 35 fue producido hasta 1941, cuando empezó a ser reemplazado por el más ligero y ligeramente rediseñado Flammenwerfer 41.

## Historial de combate
Este lanzallamas, como todos los lanzallamas empleados por el Heer, era exclusivamente empleado por los sturmpionere (pioneros de asalto); estos pioneros especializados apoyaban a la infantería durante un asalto, reduciendo obstáculos naturales y artificiales para facilitar el avance de la infantería, despejando fortificaciones enemigas con lanzallamas para después destruirlas con cargas de demolición. Los sturmpionere equipados con lanzallamas tuvieron un importante papel en superar las fortificaciones francesas que bloqueaban el avance alemán durante la Batalla de Francia, en especial durante la Batalla de Sedán de 1940. 